# François Antommarchi
François Carlo Antommarchi (né le 5 juillet 1780 ou 5 juillet 1789 à Morsiglia, un village situé au Cap Corse en Corse, et mort 3 avril 1838 à Santiago de Cuba) est un médecin français.
Il professe l'anatomie à Florence, et est attaché en 1820 au service de Napoléon, prisonnier à Sainte-Hélène. Il l'assiste dans ses derniers moments, refuse de signer le procès-verbal d'autopsie dressé par les chirurgiens anglais, et après son retour en Europe publie ses mémoires. Cet ouvrage comporte également le testament de Napoléon et une esquisse très détaillée de la flore de Sainte-Hélène.

## Biographie
François Antommarchi commence ses études à Livourne et est reçu par la suite docteur en philosophie et en médecine à l'Université de Pise en mars 1808. Il s'installe alors à Florence où il est attaché à l'hôpital Santa Maria Nuova. Il obtient en 1812 le diplôme de chirurgien à l'Université de Florence (alors Université impériale) dont le président le nomme prosecteur. À ce titre, il travaille sous les ordres de Paolo Mascagni (1752-1815) à partir du 7 juillet 1813. 
À la demande de Madame Mère, la mère de Napoléon, Maria Letizia Ramolino, et de son oncle, le cardinal Fesch, Antommarchi quitte Florence pour Sainte-Hélène où il devient médecin de l'empereur en exil jusqu'à la mort de ce dernier. Bien qu'il soit tout à fait inconnu de la famille impériale, et que le médecin de Napoléon à l'île d'Elbe, Foureau de Beauregard, se soit porté volontaire pour ce rôle, ce choix étrange est proposé par le Chevalier Colonna, au service de Madame Mère. 
Il reçoit le 19 décembre 1818 une lettre officielle d'engagement. Antommarchi est envoyé à Sainte-Hélène pour remplacer le docteur Barry Edward O'Meara, expulsé de l'île en juillet 1818. Antommarchi arrive à Longwood en septembre 1819, alors que la maladie de Napoléon a fait des progrès. Malheureusement, Antommarchi n'est pas à la hauteur des attentes de Napoléon qui ne fait pas confiance à ses qualités de médecin. Quant à son entourage et aux gardiens britanniques, ils le trouvent dépourvu de manières et grossier. Napoléon reconnait cependant ses capacités à disséquer et lui confie la mission d'opérer l'autopsie de sa dépouille afin de prévenir son fils, le duc de Reichstadt, d'une maladie de l'estomac qu'il croit héréditaire. Après la mort de Napoléon, Antommarchi publie Mémoires du docteur F. Antommarchi, ou Les derniers moments de Napoléon. Sa conclusion est que l'illustre patient est mort d'un cancer de l'estomac. 
En 1831, Antommarchi se rend en Pologne où il devient inspecteur général des hôpitaux polonais pendant l'insurrection de Novembre ; il y apporte son aide au peuple polonais soulevé contre les Russes. Il s'enfuit à Paris pour échapper aux forces du tsar. 
En 1833, il participe à la souscription en vue de réaliser un masque mortuaire de l'empereur Napoléon. Cette entreprise donna lieu à de nombreuses controverses qui, encore aujourd'hui, font couler de l'encre. Le masque mortuaire, dit « Antommarchi » car signé de sa main lors de la souscription de 1833, est cependant reconnu comme étant issu d'un original, fabriqué par lui à Londres en août 1821.
Antommarchi émigre alors en Louisiane où, en 1834, il fait don du masque mortuaire en bronze de Napoléon à la population de La Nouvelle-Orléans. Par la suite il vit pour peu de temps à Veracruz (Mexique), où il est médecin itinérant. Quittant le Mexique il s'installe à Santiago de Cuba, où de nouveau il travaille comme médecin. Son passage à Cuba s'explique par son désir de retrouver son cousin, Juan Antonio Benjamin Antommarchi, qui a fait fortune dans les plantations de café. Antommarchi devient un spécialiste de l'opération de la cataracte. Il meurt à Cuba de la fièvre jaune le 3 avril 1838, à l'âge de 48 ans. Il est enterré dans le cimetière Sainte-Iphigénie de Santiago de Cuba, à droite de l'entrée principale, dans le caveau familial du Marquis de Las Delicias de Tempu et de la famille Arturo José Portuondo Illas.

## Œuvres
- François Antommarchi, Les Derniers Moments de Napoléon, Éditions Buchet/Chastel, 1975.